# Georges Libaros
Georges Libaros né le 29 février 1912 à Viella (Gers) et décédé le 30 juin 2001 à Tarbes (Hautes-Pyrénées) est un joueur de rugby ayant occupé le poste de demi d'ouverture. Mesurant 1,69 m pour 70 kg, il a été joueur puis capitaine du Stadoceste Tarbais dans les années 1930. Il a également été sélectionné 2 fois en Équipe de France, notamment pendant le Tournoi européen FIRA de rugby à XV de 1936, participant même à la finale entre la France et l'Allemagne.
Il remporte la Coupe Nationale en 1938 et 1939, avec l'équipe Pyrénées-Bigorre.